# 43-й пушечный артиллерийский полк
43-й пушечный артиллерийский полк, он же может называться 43-й корпусной артиллерийский полк, 43-й армейский артиллерийский полк — воинское подразделение Вооружённых сил СССР во время Великой Отечественной войны.

## История
Сформирован в 1939 году — переименован из 19-го корпусного артиллерийского полка 19-го стрелкового корпуса. На вооружении полка состояли 152-миллиметровые гаубицы-пушки[какие?].
Отличился в Финской кампании.
В составе действующей армии с 24.06.1941 по 31.05.1944 года.
С началом боевых действий находился на участке обороны 19-го стрелкового корпуса. На начало июля 1941 года прикрывал оборону участок Ройвио — Уконмурто в полосе обороны 142-й стрелковой дивизии, но скоро был снят с позиций и переправлен под Москву.
По приказу Ставки Верховного Командования за № 00305 от 13.07.1941 года включён в состав 30-й армии подготавливающей и занимающей полосу обороны на рубеже Селижарово, Оленино, Васильева, на 16.07.1941 года дислоцировался в районе, занимаемом 242-й стрелковой дивизией (Селижарово, Луковинково). Затем был передан в состав соседней 31-й армии, занял оборону западнее Ржева. С октября 1941 года в боях, отступая вместе с армией, в конце октября 1941 года переброшен севернее Ржева, где отражает вражеский удар на Торжок. С декабря 1941 года участвует в Калининской наступательной операции, в ходе наступления войска армии вышли в район севернее города Белый и с до весны 1943 года ведёт бои на Ржевском выступе, поддерживая огнём войска во всех операциях по срезанию выступа. Весной 1943 года переброшен в район севернее Духовщины.
С 13.08.1943 года участвует в Духовщинско-Демидовской наступательной операции, поддерживая наступающие левым флангом войска 43-й армии. В конце сентября 1943 года ведёт обстрел Демидова, участвует в его освобождении, затем поддерживает войска армии в общем-то безуспешном наступлении на витебском направлении, в феврале 1944 года вместе с армией передислоцирован в район Городка.
31.05.1944 расформирован.

## Полное наименование (по Перечню)
- 43-й пушечный (армейский, корпусной) артиллерийский Демидовский Краснознамённый полк

## Подчинение
| Дата            | Фронт (округ)               | Армия             | Корпус (группа)        | Примечания                    |
| --------------- | --------------------------- | ----------------- | ---------------------- | ----------------------------- |
| 22.06.1941 года | Ленинградский военный округ | 23-я армия        | 19-й стрелковый корпус | c 24.06.1941 — Северный фронт |
| 01.07.1941 года | Северный фронт              | 23-я армия        | 19-й стрелковый корпус | -                             |
| 10.07.1941 года | Резерв Ставки ВГК           | -                 | -                      | -                             |
| 01.08.1941 года | Резервный фронт             | 31-я армия        | -                      | -                             |
| 01.09.1941 года | Резервный фронт             | 31-я армия        | -                      | -                             |
| 01.10.1941 года | Резервный фронт             | 31-я армия        | -                      | -                             |
| 01.11.1941 года | Калининский фронт           | 22-я армия        | -                      | -                             |
| 01.12.1941 года | Калининский фронт           | 22-я армия        | -                      | -                             |
| 01.01.1942 года | Калининский фронт           | 22-я армия        | -                      | -                             |
| 01.02.1942 года | Калининский фронт           | 22-я армия        | -                      | -                             |
| 01.03.1942 года | Калининский фронт           | 22-я армия        | -                      | -                             |
| 01.04.1942 года | Калининский фронт           | 22-я армия        | -                      | -                             |
| 01.05.1942 года | Калининский фронт           | 22-я армия        | -                      | -                             |
| 01.06.1942 года | Калининский фронт           | 22-я армия        | -                      | -                             |
| 01.07.1942 года | Калининский фронт           | 22-я армия        | -                      | -                             |
| 01.08.1942 года | Калининский фронт           | 22-я армия        | -                      | -                             |
| 01.09.1942 года | Калининский фронт           | 22-я армия        | -                      | -                             |
| 01.10.1942 года | Калининский фронт           | 22-я армия        | -                      | -                             |
| 01.11.1942 года | Калининский фронт           | 22-я армия        | -                      | -                             |
| 01.12.1942 года | Калининский фронт           | 22-я армия        | -                      | -                             |
| 01.01.1943 года | Калининский фронт           | 22-я армия        | -                      | -                             |
| 01.02.1943 года | Калининский фронт           | 22-я армия        | -                      | -                             |
| 01.03.1943 года | Калининский фронт           | 4-я ударная армия | -                      | -                             |
| 01.04.1943 года | Калининский фронт           | 43-я армия        | -                      | -                             |
| 01.05.1943 года | Калининский фронт           | 43-я армия        | -                      | -                             |
| 01.06.1943 года | Калининский фронт           | 43-я армия        | -                      | -                             |
| 01.07.1943 года | Калининский фронт           | 43-я армия        | -                      | -                             |
| 01.08.1943 года | Калининский фронт           | 43-я армия        | -                      | -                             |
| 01.09.1943 года | Калининский фронт           | 43-я армия        | -                      | -                             |
| 01.10.1943 года | Калининский фронт           | 43-я армия        | -                      | -                             |
| 01.11.1943 года | 1-й Прибалтийский фронт     | 43-я армия        | -                      | -                             |
| 01.12.1943 года | 1-й Прибалтийский фронт     | 43-я армия        | -                      | -                             |
| 01.01.1944 года | 1-й Прибалтийский фронт     | 43-я армия        | -                      | -                             |
| 01.02.1944 года | 1-й Прибалтийский фронт     | 43-я армия        | -                      | -                             |
| 01.03.1944 года | 1-й Прибалтийский фронт     | 43-я армия        | -                      | -                             |
| 01.04.1944 года | 1-й Прибалтийский фронт     | 43-я армия        | -                      | -                             |
| 01.05.1944 года | 1-й Прибалтийский фронт     | 43-я армия        | -                      | -                             |

## Командование
- Дыдышко, Александр Иванович, полковник

## Награды и наименования
| Награда                | Дата       | За что получена |
| ---------------------- | ---------- | --- |
| Орден Красного Знамени | 25.05.1940 | за образцовое выполнение боевых заданий командования на фронте борьбы с финской белогвардейщиной и проявленные при этом доблесть и мужество |
| «Демидовский»          | 22.09.1943 | |